# ساندرو بوتيتشيلي

مولد فينوس

ألسندرو دي ماريانو دي فيليبيبي (بالإيطالية: Alessandro di Mariano dei Filipepi)‏ الملقب بُوتِتْشِيلِّي (Botticelli وتلفظ ‎[bɔttiˈtʃɛlli]‏ بالإيطالية)

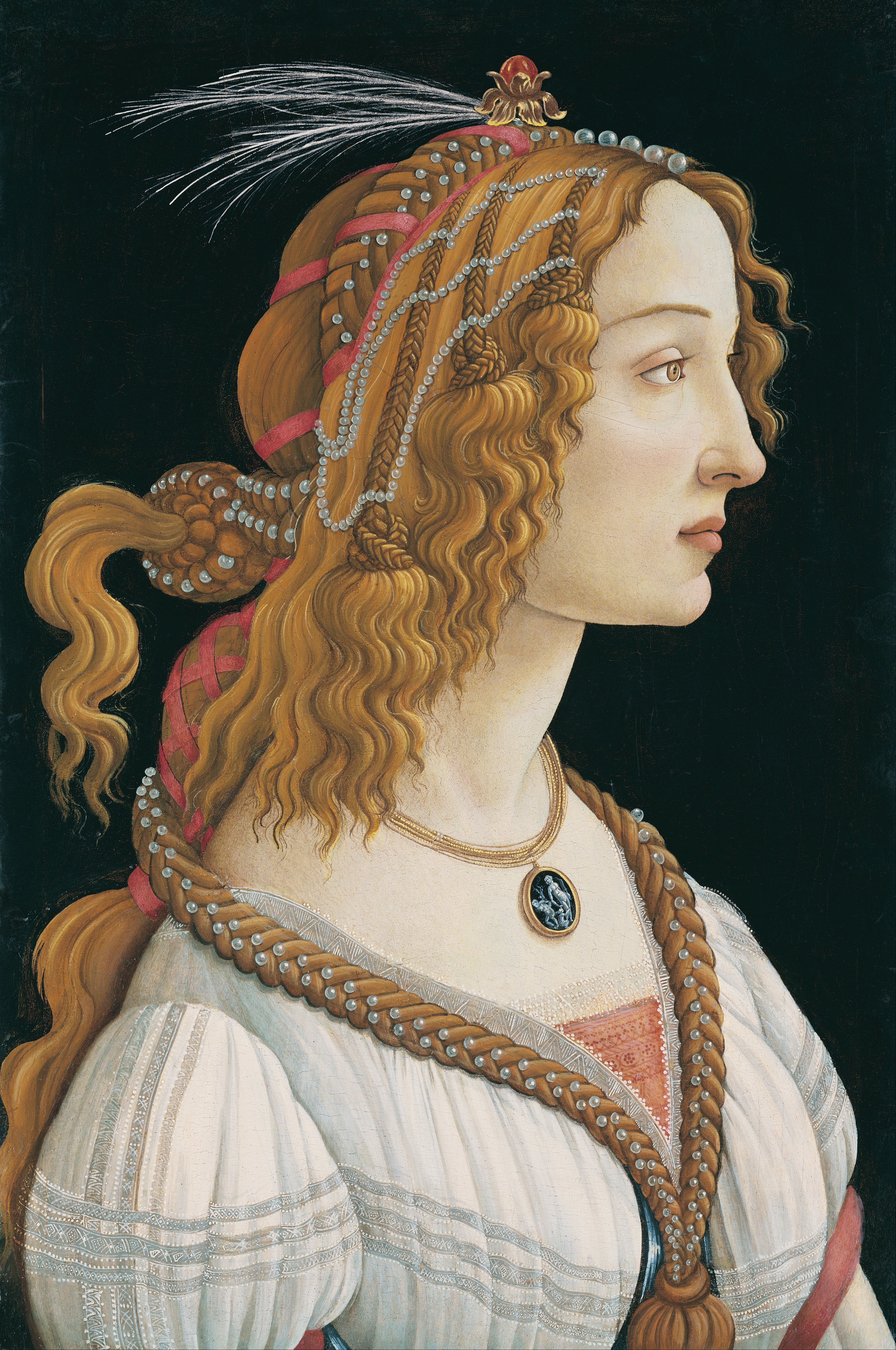
بورتَريةَ مثاليّة لسيِّدة شابةَ لوحة بريشة رسام عصر النهضة الإيطالي ساندرو بوتيتشيلي ، يصور العمل النبيلة الفلورنسية سيمونيتا فسبوتشي. تم رسم أللوحة بين عامي 1480 و 1485 ، وهي موجودة في مجموعة متحف شتيدل في فرانكفورت.

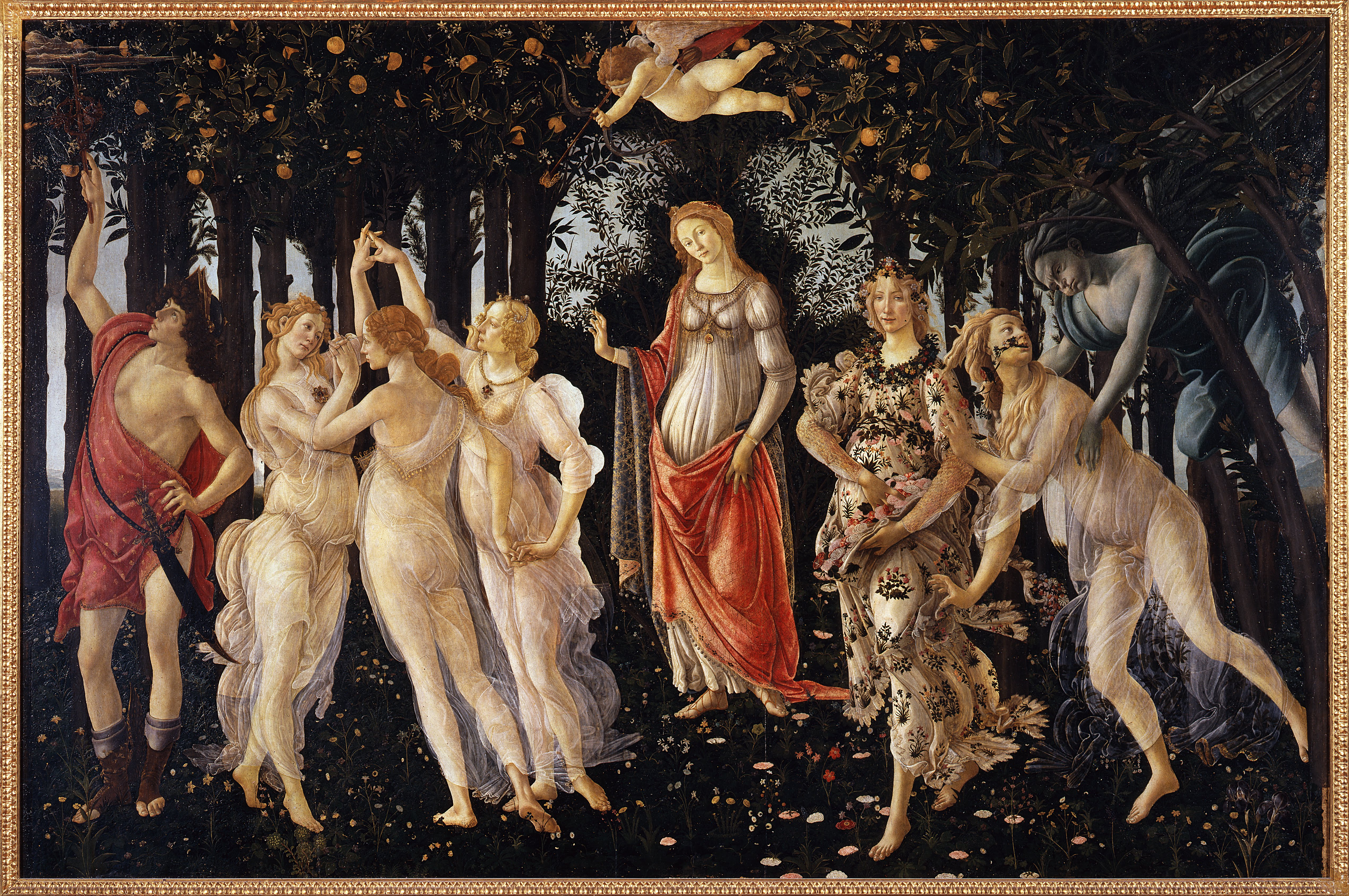
الرَّبِيعُ بريشة رسام عصر النهضة الإيطالي ساندرو بوتيتشيلي رسمت في أواخر سبعينيات القرن التاسع عشر أو أوائل ثمانينيات القرن التاسع عشر. وقد وصفت بأنها «واحدة من أكثر اللوحات المدروسة والأكثر إثارة للجدل في العالم»، وأيضًا «واحدة من أكثر اللوحات شعبية في الفن الغربي». معرض أوفيزي في إيطاليا.

الذي عاش في فلورنسا 1445-1510 هو رسام إيطالي من عصر النهضة. يعني لقبه بالإطالية 'برميل صغير'. بدأ حياته صبيا في حانوت صائغ بفلورنسا. ويحدثنا فازاري وآخرون أن ساندرو فتن بفن التصوير في صغره فالحقه والده بمرسم فيليبو ليبي. وظلت تأثيرات ليبي ملا زمة لساندرو الذي تتلمذ عليه طوال حياته الفنية. وكان فيليبو ليبي من المتاثرين بأسلوب مازاتشوفي فن التصوير وأسلوب دوناتيلو في فن النحت، فترجم مرونة مازاتشيو والدينامية الدرامية لدوناتيلو إلى رؤيته الخاصة.
وسرعان ما أصبح تحت رعاية أسرة ميديتشي، وقام بتصوير من لوحات رائعة للعديد من الشخصيات اتسمت بالدقة البالغة تنم عن ملاحظة قوية للشخصية الجالسة أمامه. بين عام 1480-1481 غادر بوتيشيللي فلورنسا تلبية لدعوة البابا سيكستوس الرابع إلى روما، للاشتراك في تزيين وزخرفة الكنيسة التي بنييت حديثا آنذاك في قصر الفاتيكان حيث عهد إليه بالتصوير الجصي الجداري لمشاهد من حياة موسى وعيسى. ورغم ضخامة كمية المواد التي يتطلبها العمل فإن بوتيشيللي عاد إلى فلورنسا في خريف عام 1482 بنضج في الأسلوب. كما خلع عليه التكليف البابوي شرفا عزز هيبته وزاده احتراما وتقديرا. لتكثر بعدها الطلبات الموجه إليه لإنجاز أعمال فنية دينية.
وضع موت لورنزو في مارس 1492 نهاية لحقبة تاريخية في فلورنسا، فقد قلت الطلبات الفنية وانحدرت أسهم آل ميديتشي. وسلم زمام الحكم إلى الابن الأحمق بيرو الذي لم يستطع أن يقوي مركزه، لتكثر الاضطرابات السياسية خاصة مع تصدر الراهب العنيف جيرولامو سافونارولا للمشهد السياسي. ومن الصعب القول إلى أي مدى انجرف بوتيشيللي في خضم هذه القلاقل التي سببها موت سافونارولا. وقد ادعى فازاري أن ساندرو كان من أتباع الراهب المقربين وهزه مونه حتى أنه لم يمس فرشاة بعد ذلك. إلا أن هذا الإدعاء غير صحيح لأن العمل الشاعري الرقيق «ميلاد المسيح الروحي» قد أرخة بوتيشيللي بيده عام 1500.
واستمر بوتيشيللي رغم ذلك في العمل وانغمس بعمق في ثقافة الماضي. فمن عام 1490 إلى عام 1497 قام بسلسلة من من 91 رسما توضيحيا كبيرا للكوميديا الإلهية لدانتي في خطوط ملحقة خاطفة.
أنجز العديد من الصور للسيدة العذراء، وتعرضت أغلب لوحاته للمواضيع الدينية أو الميثولوجية: كالربيع، مولد فينوس، حتى يضفي على لوحاته مسحة من المثالية، زينها بزخارف الأربسك، كما استعمل ألوانا بسيطة بعيدة عن التكلف.
من رسامي عصر النهضة الإيطالية. عاش بفلورنسا حيث أبدع أعماله. تتميز لوحاته بخطوطها الواضحة المتناسبة وألوانها الرقيقة وزخارفها المتعددة وشاعريتها. ولم يشارك بوتيشيللي زملاءه الفلورنسيين في اهتمامهم بالعلوم والطبيعة، لذا فإنه لم يحاول أن يصوِّر المناظر ذات الأبعاد وفقًا لقوانين المنظور، أو يُصوِّر جسم الإنسان وفقا لقوانين علم التشريح.
تنقسم أعمال بوتيشيللي إلى قسمين: يصور في القسم الأول زينة الحياة الدنيا، والقصص الأخلاقية المعقدة، والموضوعات الأسطورية الجميلة. ويكشف في القسم الثاني من أعماله عن مشاعر جادة ومنضبطة، ومثال ذلك لوحاته التصويرية لملحمة دانتي الكوميديا الإلهية وكذلك لوحاته الدينية. وفي أواخر تسعينيات القرن الخامس عشر الميلادي، بلغ تأثر بوتيشيللي بدعوة سافونارولا ضد الانغماس في المتع الدنيوية مبلغًا جعله يحرق بعض لوحاته غير الدينية، ويرسم منذ ذلك الحين لوحات دينية فحسب.
- لجأت أُسر فلورنسية غنية كثيرة إلى هذا الرسام لكي يزخرف منازلها ويرسم لوحات لها. وقد ساهم في تزيين كابيلا سيسيتن في روما. غير أن شهرته تكمن في لوحات عدة منها العذراء الممجدة في فلورنسا، وبعض الرسوم لتزيين كتاب دانتي ((الملهاة الآلهية)). وحوالي نهاية حياته راحت شهرته تقلّ إثر أفكار ليوناردو دافينشي، ومايكل أنجلو الجديدة[7][8]

## معرض صور

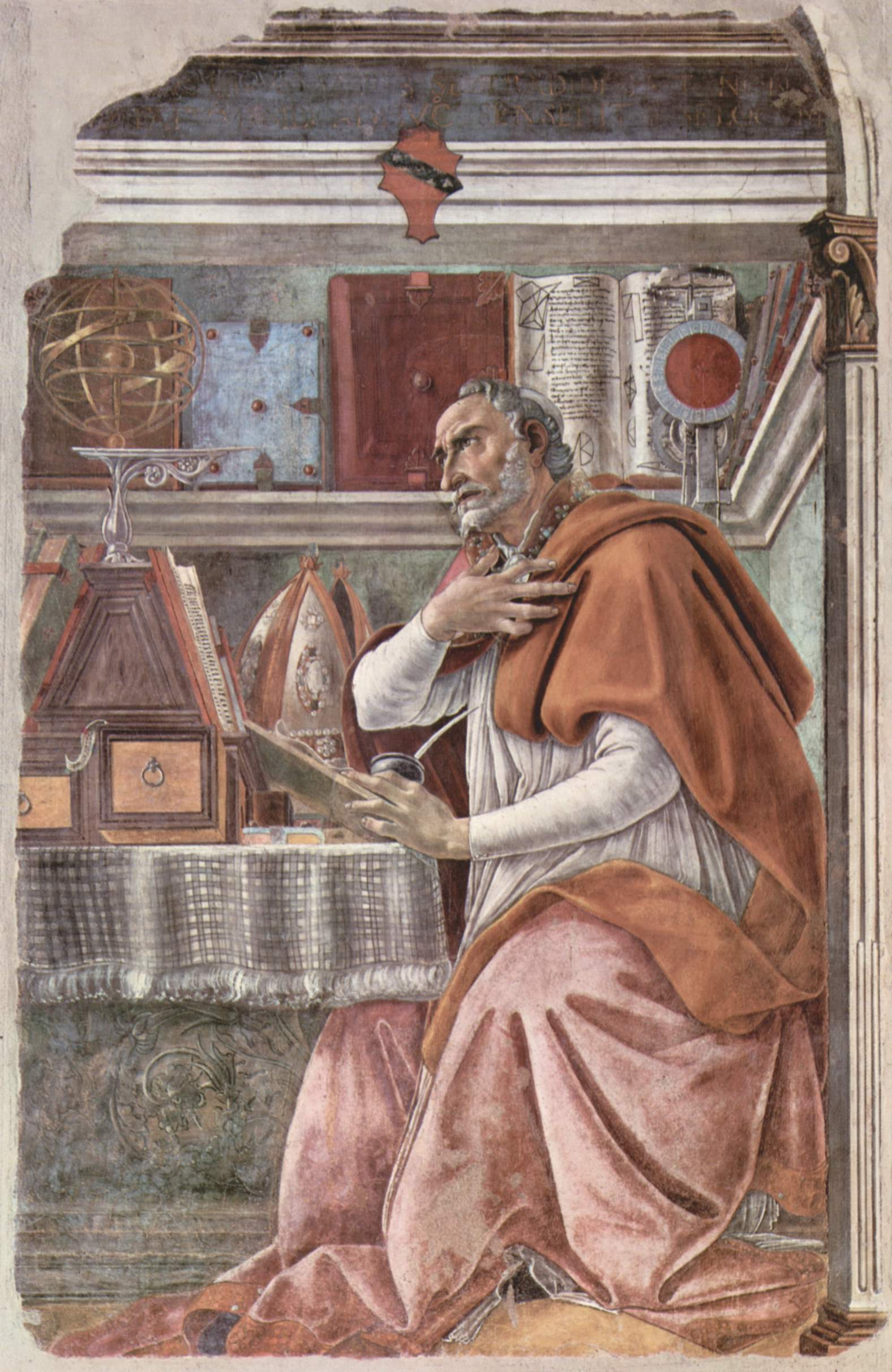
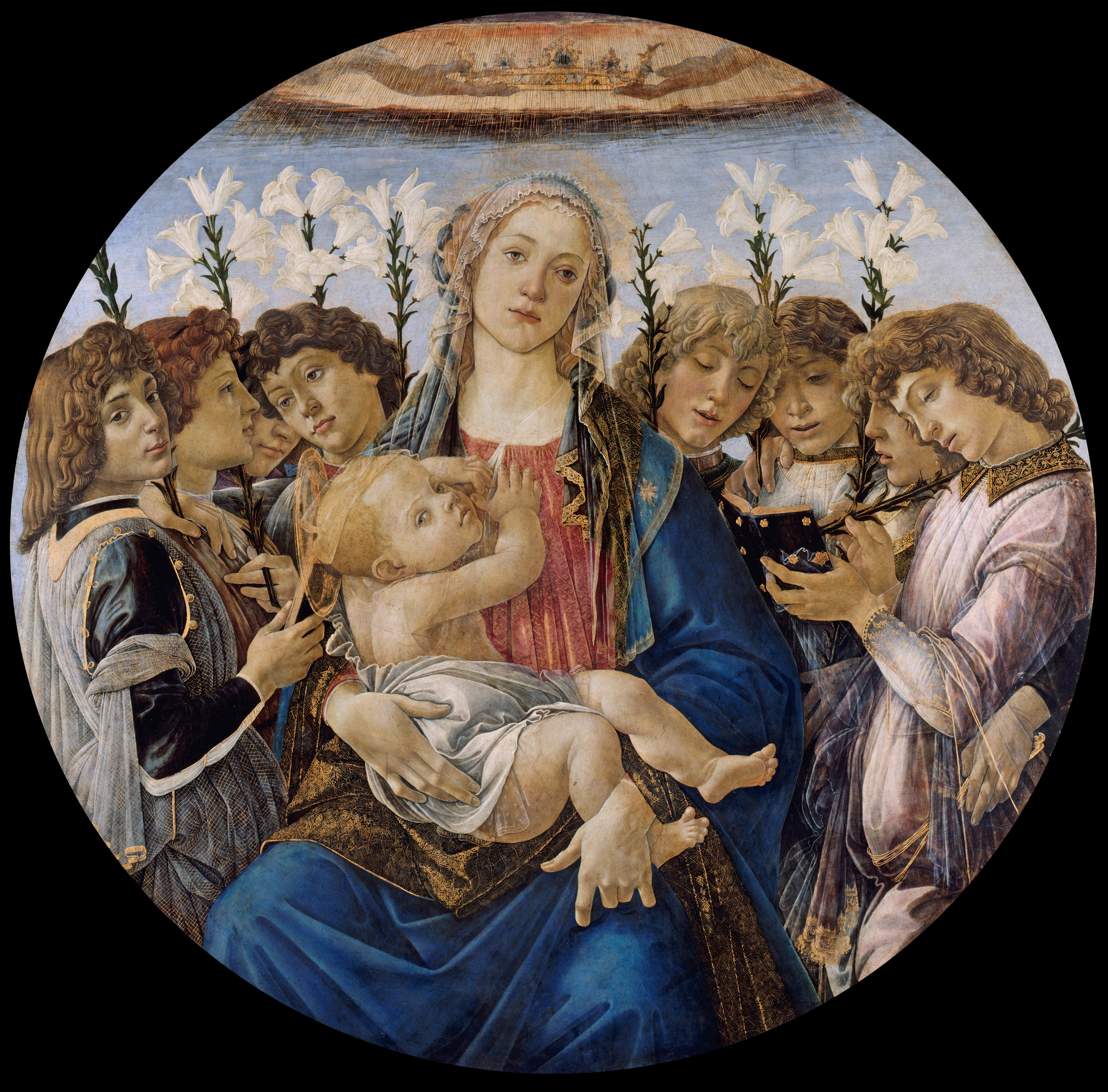
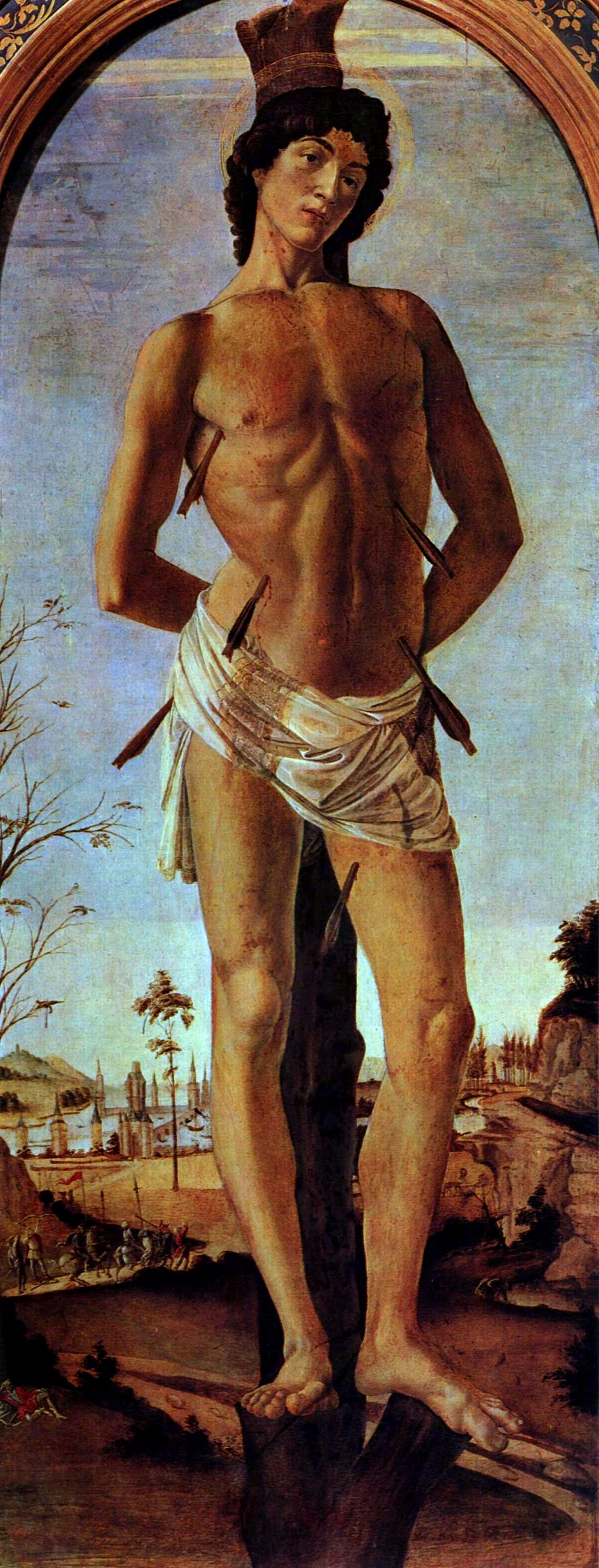
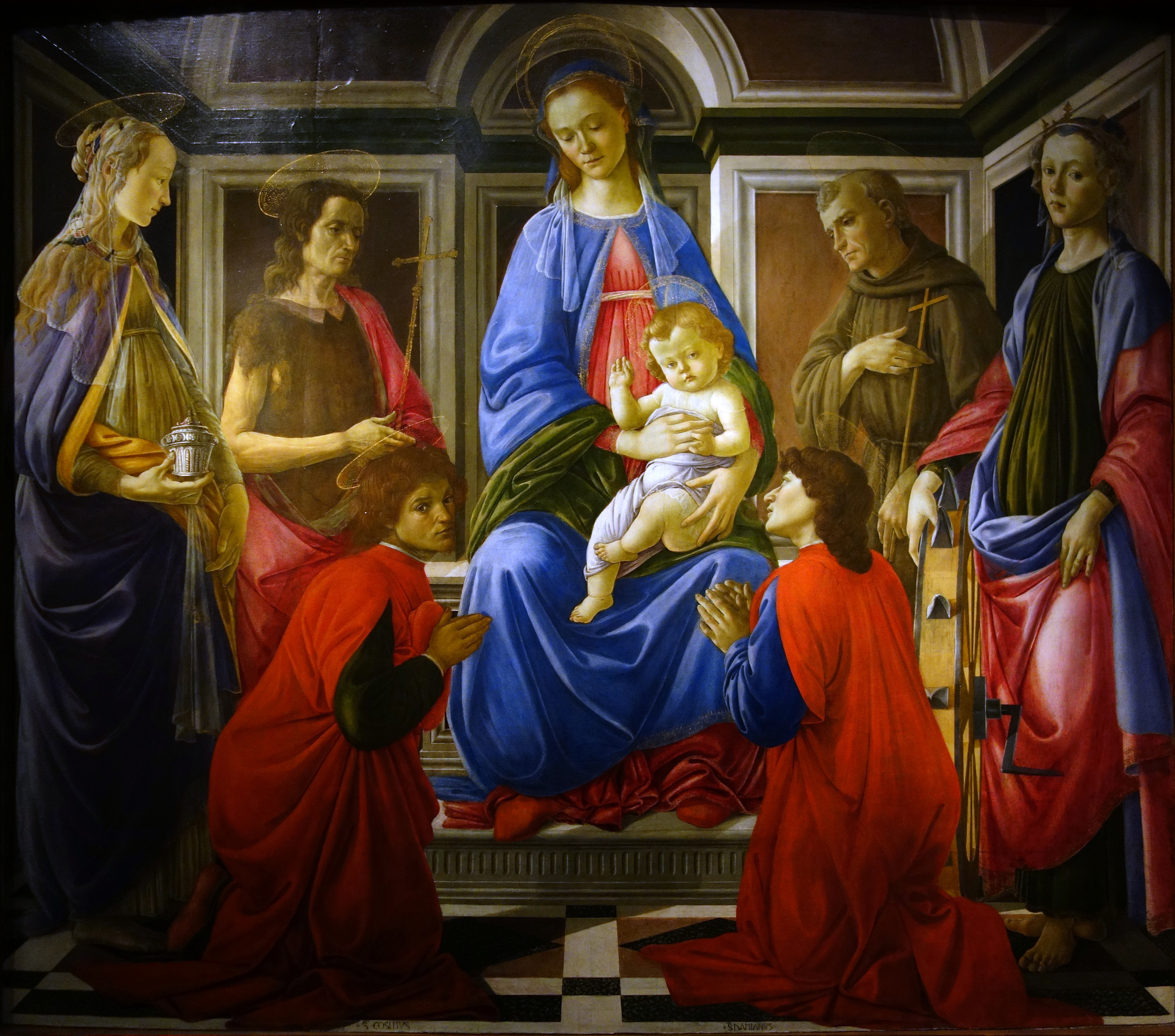

## روابط خارجية
- ساندرو بوتيتشيلي على موقع الموسوعة البريطانية (الإنجليزية)
- ساندرو بوتيتشيلي على موقع ألو سيني (الفرنسية)
- ساندرو بوتيتشيلي على موقع ميوزك برينز (الإنجليزية)
- ساندرو بوتيتشيلي على موقع إن إن دي بي (الإنجليزية)
- ساندرو بوتيتشيلي على موقع ديسكوغز (الإنجليزية)